# Robiquetia pantherina
Robiquetia pantherina är en orkidéart som först beskrevs av Friedrich Fritz Wilhelm Ludwig Kraenzlin, och fick sitt nu gällande namn av Oakes Ames. Robiquetia pantherina ingår i släktet Robiquetia och familjen orkidéer.
Artens utbredningsområde är Filippinerna. Inga underarter finns listade i Catalogue of Life.